# Rönnängs socken
Rönnängs socken i Bohuslän ingick i Tjörns härad, ingår sedan 1971 i Tjörns kommun och motsvarar från 2016 Rönnängs distrikt.
Socknens areal är 7,62 kvadratkilometer varav 7,56 land. År 2000 fanns här 1 329 invånare. Öarna och tätorterna Åstol och Stora Dyrön samt tätorten Rönnäng med sockenkyrkan Rönnängs kyrka ligger i socknen.

## Administrativ historik
Rönnängs församling bildades 1794 som kapellförsamling genom en utbrytning ur Stenkyrka församling.
Sockenstämmoprotokoll finns för åren 1794-1862. Rönnängs socken tillhörde Stenkyrka jordebokssocken. och är därigenom en oegentlig socken.
Rönnängs landskommun bildades 1918 genom en utbrytning ur Stenkyrka landskommun. Landskommunen inkorporerades 1952 i Tjörns landskommun som 1971 uppgick i Tjörns kommun. Församlingen införlivade 2010 Klädesholmens församling.
1 januari 2016 inrättades distriktet Rönnäng, med samma omfattning som församlingen hade 1999/2000.  
Socknen har tillhört län, fögderier, tingslag och domsagor enligt vad som beskrivs i artikeln Tjörns härad.

## Geografi och natur
Rönnängs socken ligger på sydligaste delen av Tjörn och omfattar även öar som Åstol, Tjörnekalv och Stora Dyrön. Socknens består av kal bergig kustbygd.
I socknen finns det kommunala naturreservatet Tuveslätt.

## Fornlämningar
Boplatser  från stenåldern har påträffats.

## Befolkningsutveckling
Befolkningen sjönk från 663 1810 till 585 1820. Därpå ökade den till 1 995 1990.

## Namnet
Namnet skrevs 1528 Rönningh och kommer från en gård och fiskeläge. Namnet innehåller rudhning, 'röjning'.